# Calliandra pilosa
Calliandra pilosa är en ärtväxtart som först beskrevs av Dc., och fick sitt nu gällande namn av Ignatz Urban. Calliandra pilosa ingår i släktet Calliandra och familjen ärtväxter. Inga underarter finns listade i Catalogue of Life.